# Vụ sát hại du học sinh Vũ Anh Tuấn
Vụ sát hại du học sinh Vũ Anh Tuấn (1984–2004) tại Nga là một vụ giết người. Vụ việc này gây căm phẫn trong dư luận xã hội Nga và các nước có sinh viên theo học tại Nga.

## Vụ án
Vào khoảng 11 giờ đêm ngày 13 tháng 10 năm 2004, Vũ Anh Tuấn trên đường trở về nhà sau khi dự sinh nhật bạn mình, đến bến tàu điện ngầm gần Quảng trường Lev Tolstoi thì bất ngờ bị một đám người từ 16 đến 18 tên, mặc quần áo đen, đuổi đánh và dùng dao đâm nhiều nhát làm Tuấn chết ngay tại chỗ. Vụ giết người này đã gây căm phẫn trong dư luận xã hội Nga và các nước có sinh viên theo học tại Nga.
Viện kiểm sát thành phố St. Peterburg đã khởi tố 17 bị can liên quan đến vụ án mạng. 14 tên trong số đó bị khởi tối với tội cố ý giết người vì kỳ thị chủng tộc.

## Xử án
Ngày 17 tháng 10 năm 2006, tòa án thành phố St. Petersburg tuyên bố vô tội cho toàn bộ 17 nghi phạm trong vụ giết hại Vũ Anh Tuấn. Trong đó, 8 bị cáo được tuyên trắng án hoàn toàn và 9 người còn lại bị buộc tội liên quan đến các vụ tấn công khác nhằm vào người nước ngoài, trong đó có công dân Ghana, Azerbaijan, Palestine và Trung Quốc. Trong số 9 bị cáo kể trên, chỉ có hai người bị buộc tội hằn thù dân tộc, những tên còn lại bị buộc tội côn đồ và cướp của. Theo báo Tuổi trẻ, phán quyết này ngược với kết luận điều tra của cảnh sát St. Petersburg và bản cáo trạng của công tố nhà nước của Nga.

## Phản ứng
Tối ngày 17-10, Viện Dumar Quốc gia Nga đánh giá phán quyết của Hội đồng bồi thẩm là "quá nhẹ, đến mức không thể biện luận được".
Ngày 19-10, Đại sứ đặc mệnh toàn quyền Việt Nam tại LB Nga, ông Nguyễn Văn Ngạnh, đã gặp đại diện Bộ Ngoại giao Nga để bày tỏ quan điểm của phía Việt Nam.
Cùng ngày, người phát ngôn Bộ Ngoại giao Việt Nam Lê Dũng ra tuyên bố:
"Chúng tôi rất lấy làm tiếc khi thủ phạm sát hại sinh viên VN Vũ Anh Tuấn vẫn chưa được kết luận và trừng trị đích đáng. Việc sát hại dã man sinh viên Vũ Anh Tuấn ngày 13-10-2004 ở Saint Petersburg là một vụ án rất nghiêm trọng, gây xúc động trong dư luận VN và Liên bang Nga và đi ngược lại quan hệ truyền thống tốt đẹp giữa nhân dân VN và nhân dân Liên bang Nga."
Ông đề nghị các cơ quan bảo vệ pháp luật thành phố Saint Petersburg nói riêng và của Liên bang Nga nói chung nhanh chóng điều tra, tìm ra thủ phạm đã sát hại sinh viên Vũ Anh Tuấn. Bên cạnh đó, Việt Nam yêu cầu các cơ quan chức năng của Liên bang Nga cần có những biện pháp cấp bách, hữu hiệu nhằm bảo đảm an ninh cho cộng đồng người Việt Nam nói chung và sinh viên Việt Nam đang theo học tại Liên bang Nga nói riêng.
Ngày 25-10, Bộ Ngoại giao Việt Nam đã gửi Công hàm tới Đại sứ quán Liên bang Nga tại Hà Nội yêu cầu phía Nga thực hiện các biện pháp cần thiết, nhanh chóng điều tra tìm ra thủ phạm đã sát hại sinh viên Vũ Anh Tuấn, xét xử nghiêm minh và trừng trị thích đáng theo quy định của pháp luật. Công hàm còn nói rằng phán quyết của Tòa án thành phố Saint Petersburg có thể làm ảnh hưởng nghiêm trọng đến tình cảm sâu đậm giữa nhân dân hai nước Việt Nam và Nga.
Các sinh viên tại Nga kêu gọi tổ chức các cuộc biểu tình vào ngày 23 tháng 10 năm 2006.